# Lepelschildspinnetje
Het lepelschildspinnetje (Ceratinella scabrosa) is een spinnensoort in de taxonomische indeling van de hangmatspinnen (Linyphiidae).
Het dier komt uit het geslacht Ceratinella. Ceratinella scabrosa werd in 1871 beschreven door Octavius Pickard-Cambridge.